# أوميغافيرس
أوميغافيرس ، المعروف أيضًا باسم A/B/O(اختصار لـ "alpha / beta / omega") ، هو نوع فرعي من الخيال الدرامي التأملي ، وهو في الأصل نوع فرعي من قصص المعجبين المثيرة . فرضيتها هي أن التسلسل الهرمي المهيمن موجود في البشر ، والذي ينقسم إلى "ألفا" مهيمنة ، و "بيتا" محايدة ، و "أوميغا" خاضعة.  يحدد هذا التسلسل الهرمي كيفية تفاعل الناس مع بعضهم البعض في سياقات رومانسية ومثيرة وجنسية. 